# Cristián Castañeda
Cristián Alberto Castañeda Vargas (San Vicente de Tagua Tagua, 18 settembre 1968) è un ex calciatore cileno, di ruolo difensore.